# Bermuda i olympiska sommarspelen 1984
Bermuda deltog i de olympiska sommarspelen 1984 med en trupp, men ingen av landets deltagare erövrade någon medalj.

## Friidrott
Herrarnas höjdhopp
- Clarence Saunders
  - Kval — 2,18m (→ gick inte vidare)

Damernas diskuskastning
- Sonia Smith
  - Kval — 52,74m (→ gick inte vidare)

Damernas spjutkastning
- Sonia Smith
  - Kval — 52,74m (→ gick inte vidare)

## Ridsport
Individuell fälttävlan
- Peter S. Gray
  - Fullföljde inte

## Segling
Herrar
| Idrottare         | Gren       | Lopp | Lopp | Lopp | Lopp | Lopp | Lopp | Lopp | Nettopoäng | Slutlig placering |
| Idrottare         | Gren       | 1    | 2    | 3    | 4    | 5    | 6    | 7    | Nettopoäng | Slutlig placering |
| ----------------- | ---------- | ---- | ---- | ---- | ---- | ---- | ---- | ---- | ---------- | ----------------- |
| Hubert Watlington | Windglider | 25   | PMS  | 27   | 22   | 26   | 22   | 22   | 180,0      | 27                |

Öppna klasser
| Idrottare                     | Gren    | Lopp | Lopp | Lopp | Lopp | Lopp | Lopp | Lopp | Nettopoäng | Slutlig placering |
| Idrottare                     | Gren    | 1    | 2    | 3    | 4    | 5    | 6    | 7    | Nettopoäng | Slutlig placering |
| ----------------------------- | ------- | ---- | ---- | ---- | ---- | ---- | ---- | ---- | ---------- | ----------------- |
| Alan Burland Christopher Nash | Tornado | 8    | 6    | 4    | 6    | 7    | YMP  | 3    | 53,5       | 5                 |